# Consolida camptocarpa
Consolida camptocarpa és una espècie de plantes amb flors del gènere dels esperons de la família de les ranunculàcies.

## Descripció
Consolida camptocarpa és una planta erecta, de 20-60 cm d'alçada, amb algunes branques ascendents des de dalt de la base amb retrors adprès a pèls estesos. Les fulles són majoritàriament a la meitat inferior de la tija, generalment peciolades, trifides, amb segments de 2-3 partits, lòbuls amb 2-3 dents terminals grosses més o menys agudes, estrigoses, amb bràctees de 3-5 mm, semblants a les fulles superiors. Té entre 5 a 15 flors en raïms terminals. els seus pedicels fan entre 2 a 20 mm, allargats al fruit, amb petites bractèoles, setàcees. Les seves flors són blaves o blau-violeta. Els seus sèpals són pubescents; els sèpals superiors de 10-11 x 2,5-3,5 mm, lanceolats, els esperons fan 18 mm de llarg, 4-4,5 mm d'amplada a la base, suberectes i els sèpals laterals fan 10 mm, ròmbics i ovats, els inferiors de 10 x 5 mm, asimètrics. Els seus pètals són trilobulats, 10-14 mm d'amplada, quan expandeix entre 8 a 12 mm d'alçada, lòbuls àmpliament triangulars, obtusos, lòbul central de 3 mm, bilobulat superficialment, els laterals de 4 mm, estesos. Els seus fol·licles fa uns 10 x 2-3 mm, comprimits, corbats, declinats per la punta recurvada del pedicel, més o menys pubescent, nervat reticulat i estils entre 2 a 3 mm.

## Distribució i hàbitat
Consolida camptocarpa creix a l'Àsia central a les zones del Kara-Kum i l'Amudarià, l'Afganistan i el Balutxistan.

## Taxonomia
Consolida camptocarpa va ser descrita per (Fisch. i C.A. Mey.) Nevski i publicat a Flora Unionis Rerumpublicarum Sovieticarum Socialisticarum 7: 106, l'any 1937.
Etimologia
Vegeu:Consolida
camptocarpa: epítet
Sinonímia
- Delphinium camptocarpum Fisch. et Mey. ex Ledeb.
- Delphinium comptocarpum var. songaricum Kar. & Kir.
- Delphinium songaricum (Kar. et Kir.) Nevski